# Султан Адиль-Гирей
Султан Адиль-Гирей (1819/1820 — 30 декабря 1876) —  военачальник, историк, писатель.

## Биография
Представитель одной из младших ветвей крымской ханской династии Гиреев (чингизид). Младший (пятый) сын князя Султана Магмет-Гирея (? — 1821). Старшие братья — Султан Шаган-Гирей (1808—1827), Султан Хан-Гирей (1808—1842) и Султан Сагат-Гирей (1809—1856).
После смерти своего старшего брата Султана Хан-Гирея стал опекуном его единственного сына Султана Мурат-Гирея.
Родился в 1819 году в хуторе своего отца на правом берегу Кубани. Сделал блестящую
военную карьеру. В службе с 1839 года рядовым Черноморской кордонной линии (по другим данным в 1835 году воспитывался в Первом кадетском корпусе). В январе 1840 года произведен в корнеты с зачислением по кавалерии и состоянием при командовании войсками на Кавказской линии и Черномории.
В июле 1841 года был переведен в лейб-гвардии Кавказско-Горский полуэскадрон собственного Его Императорского Величества конвоя в чине корнета. Награждён орденом святой Анны 4-й степени с надписью «За храбрость» (11 октября 1841). Награждён орденом святого Станислава 3-й степени с мечами и бантом (14 марта 1845).
В апреле 1845 года Султан Адиль-Гирей получил чин поручика. «За отличие в делах против горцев» в составе Самурского отряда награждён орденом святого Владимира 4-й степени с мечами и бантом (30 сентября 1847). С 26 ноября 1847 года — адъютант при главнокомандующем Отдельным Кавказским корпусом. За отличие по службе произведен в штабс-ротмистры в апреле 1849 года. «За отличие, оказанное во время осады аула Чох в 1849 г.», награждён орденом св. Анны 2-й степени (6 августа 1850).
В ноябре 1850 года Султан Адиль-Гирей был произведен в майоры с переводом в Кавказско-Горский конный дивизион. 27 ноября 1851 года был назначен командующим Кавказским конно-горским дивизионом (вступил в командование 16 января 1852). 20 октября 1852 года за отличие по службе произведен в подполковники. Императором австрийским пожалован кавалерским знаком ордена Леопольда 3-й степени, королём Прусским пожалован орденом Красного Орла 3-й степени (на принятие и ношение которых последовало высочайшее соизволение 26 сентября 1853).
В 1855 году Султан Адиль-Гирей находился со специальным заданием среди горцев. Позднее командир Кубанского казачьего дивизиона — комендант Варшавы. «За отличие по службе» награждён орденом св. Станислава 2-й степени (13 июня 1856) и произведен в полковники 10 сентября 1856 года. "Назначен состоять по Военному министерству с оставлением при Кавказской линии и зачислением по армейской кавалерии. К 1867 году — генерал-майор. В свите Его Императорского Величества Александра II Николаевича состоял генералом для особых поручений при наместнике Кавказа в Тифлисе. Награждён орденом св. Владимира 2-й степени.
Проживал в Кубанской области. Был женат, но детей не имел.
Владел 13 тыс. десятин земли, из которых 5 тыс. предназначалось ему, а остальная часть четырем племянникам.

## Творчество
Автор статей и рассказов: «Об отношениях крестьян к владельцам у черкесов» (1846), «Сулейман-эфенди» (1846), «Жена черкеса (сцена из черкесской жизни)» (1847), «Поход в 1845 году в Дарго» (1859), «Обзор последних событий на Кавказе» (1859), «Очерк горских народов правого крыла Кавказской линии» (1860), «Рассказ аварца» (вышел в 1909) и др., рецензии на книгу Л. Я. Люлье «Словарь русско-черкесский или адыгский, с краткою грамматикою сего последнего языка» (1847).